# Musée minier de Petroșani
Le musée minier de Petroșani (roumain : Muzeul Mineritului Petroșani) est un musée centré sur l'extraction du charbon et situé dans la ville de Petroșani, dans la vallée de Jiu, dans le județ de Hunedoara (Roumanie).
Le musée a été fondé en 1961 et initialement situé dans une maison au 1, rue Ion Creangă, sur un terrain actuellement occupé par le parc central. Un certain nombre de modifications ont été apportées à la structure, telles que la suppression des portes et de leurs cadres, l'espace étant converti en plafonds voûtés. La première exposition du musée était consacrée à la révolution cubaine. Jusqu'en 1966, le musée était plutôt une installation de stockage car l'espace de sa galerie était très petit. Cette année-là, il est emménagé dans le siège actuel, situé au 2, rue Nicolae Bălcescu. Le bâtiment date de 1920 et il est considéré comme monument historique par le ministère de la Culture du pays. Il a été le premier siège de la société SAR Petroșani et servait à l'origine de logement d'entreprise pour les employés. Une exposition de numismatique est inaugurée en 1970. Le musée a subi d'importantes rénovations entre 1996 et 1998. 
La collection comprend quelque 1 500 objets liés à l'exploitation minière, notamment des équipements, des outils, des vêtements, des documents, des croquis, des insignes et des objets propres à la région. C'est le seul musée du pays qui se concentre sur la technologie de l'extraction du charbon.

## Sources et références
1. ↑  (en) « Petroșani Mining Museum, Petroșani » , sur trek.zone (consulté le 10 août 2022).